# Mondialement vôtre
Albums de Dalida
La chanson du Mundial
(1982) Les p'tits mots
(1983)
Mondialement Vôtre est le titre du troisième album de Dalida paru en 1982.
Cet album comprend les chansons du nouveau 45 tours Confidences sur la fréquence ainsi que des versions étrangères de certaines de ses chansons et une nouvelle chanson en égyptien.

## Face A
- Confidences sur la fréquence
- Si el amor se acabame voy (version espagnole de "Quand je n'aime plus, je m'en vais")
- Danza
- The great Gigi (version anglaise intégrale de "Gigi l'amoroso)

## Face B
- Aghani, Aghani (en égyptien)
- Pour un homme
- Am tag als der regen kam (version allemande de 'Le jour où la pluie viendra 82")
- Jouez bouzouki

## Single
- Confidences sur la fréquence/Pour un homme (en France)
- Am tag als der regen kam/Um nicht allein zu zein (en Allemagne)

## À noter
Les chansons Danza et Jouez bouzouki apparaissent pour la troisième fois consécutive sur les albums de l'année 1982.

## Promotion
Parmi les apparitions télévisées, afin de promouvoir le nouveau 45 tours, on notera la présence de Dalida dans Champs-Élysées (Confidences sur la fréquence) et Atout cœur (Pour un homme).